# 溝下秀男
溝下 秀男（みぞした ひでお、1946年〈昭和21年〉 - 2008年〈平成20年〉7月1日）は、福岡県北九州市を本拠地とする指定暴力団・工藤會の三代目会長、四代目総裁ならびに同代名誉顧問。『極道一番搾り』や『愛嬌一本締め』などの自著を世に出したことからも知られた。

## 来歴
1946年（昭和21年）、福岡県嘉穂郡頴田村小峠（現：飯塚市）に出生。実家は極貧の母子家庭だった。24歳で溝下組を結成し、同組織を率いて1979年（昭和54年）に草野一家へ合流。当時、草野一家と対立関係にあった工藤会傘下の「田中組」の組長・田中新太郎が射殺された1979年12月23日時点で、溝下は草野一家傘下の「極政会」初代組長だった。当時の極政会は、すでに準構成員も含め250名を超えるほどの大組織を有した。翌1980年（昭和55年）に若頭へ就任。1987年（昭和62年）、草野一家はかつて対立関係にあった工藤会と合併し、九州最大の暴力団組織である「初代工藤連合草野一家」（総裁：工藤玄治、1,000人規模）が発足した。1990年（平成2年）に工藤会の会長へ。2000年（平成12年）1月、総裁へ退き、会長の座を野村悟に禅譲。2006年より名誉顧問の役職に就いた。
会長に就任した直後の1991年には、暴力団対策法に関するRKB毎日放送の取材に対し「壊滅といってもどうせ裏でつながっているからかえって犯罪がやりやすくなる。そのうち殺人や窃盗の下請け会社ができるのではないか」と不敵な笑みを浮かべながら述べるなど強気の姿勢を崩そうとしなかった。
2008年7月1日に北九州市内の病院で死去（61歳没）。6日に市内で開かれた葬儀には日本全国からおよそ1000名が参列。およそ800人の私服警官を動員した福岡県警による厳戒態勢のなか、九州誠道会のみを除いた全指定暴力団の当代ないしはその名代の参列に加え、四社会の盟友たる非指定団体・熊本会の当代の参列や、同じく非指定たる東亜会の当代による供花なども確認された。
溝下の死後、会長の野村は工藤會内部で誰も逆らえない絶対的な権力者として振る舞うようになり、自身の意に沿わない者は身内の構成員に限らず、一般人でも襲撃する「恐怖支配」を顕著にしていった。

## 評価
盟友の野村とともに、もとは激しい抗争関係にあった工藤会と草野一家の一本化に尽力。その稀有な統率力と行動力とをもって実現させた組織の牽引と改革の断行が後世の評価の的とされた。草野一家の若頭であった頃から既に逸材としての評判を集めており、山口組と道仁会との間に大規模な抗争（山道抗争）が発生した1980年代にあっては、草野一家総長・草野高明と太州会会長・太田州春の意向を受けて和平工作に奔走、自ら山・道双方に掛け合う形で功績を挙げたことが評価された。服役中の古賀磯次に代わって当時の道仁会を指揮していた松尾誠次郎とはほぼ同年齢であり、その松尾と並ぶ九州極道界の未来の二大巨頭の一方であるとする前評判を当時から獲得していた。
事務所にコンピュータを導入しそれを自ら操作するという近代的センスは安田雅企の特筆の的となった。現役時代に『極道一番搾り』（1996年）やその続編にあたる『愛嬌一本締め』（1998年）などといった自身の随筆集を上梓。読者のみならず関係編集者らの間でも高い人気を誇ったと伝えられている。

## 著書

### 単著
- 『極道一番搾り-親分、こらえてつかあさい』 洋泉社、1996年2月、ISBN 9784896912012
  - 『極道一番搾り-親分、こらえてつかあさい』 宝島社〈宝島社文庫〉、1999年11月、ISBN  9784796616287
  - 『極道一番搾り-親分、こらえてつかあさい 増補・新装版』 宝島社〈宝島社文庫〉、2003年4月、ISBN   9784796632140
- 『愛嬌一本締め』 洋泉社、1998年6月、ISBN 9784896913156
  - 『愛嬌一本締め-極道の世界 本日も反省の色なしちゃ』 宝島社〈宝島社文庫〉、2000年3月、ISBN 9784796617437
  - 『愛嬌一本締め-極道の世界 本日も反省の色なしちゃ 新装版』 宝島社〈宝島SUGOI文庫〉、2009年3月、ISBN 9784796668286

### 共著
- 『任侠事始め』宮崎学共著、太田出版、2001年3月、ISBN 9784872335637

## 出演
- 『ドキュメント-九州任侠界 クライシス21』 キングオブキングス、2007年、ASIN B0012KVYTS